# Silhouettea hoesei
Silhouettea hoesei är en fiskart som beskrevs av Helen K. Larson och Miller, 1986. Silhouettea hoesei ingår i släktet Silhouettea och familjen smörbultsfiskar. Inga underarter finns listade i Catalogue of Life.